# 神光寺横穴墓群
神光寺横穴墓群（じんこうじよこあなぼぐん/じんこうじおうけつぼぐん）は、神奈川県藤沢市川名（かわな）584番地にある古墳時代後期から奈良時代（7～8世紀）の横穴墓群遺跡である。1977年（昭和52年）指定の藤沢市史跡である。神光寺横穴古墳群（じんこうじよこあなこふんぐん）ともいう。

## 概要
柏尾川左岸の高野山真言宗神光寺のある高台の南斜面にあり、東海道線藤沢駅からは南東約1.3キロメートルの距離にある。1965年から1974年の昭和40年代の区画整理に伴って1968年（昭和43年）に発掘調査され、調査されて人骨片や大刀、土師器や須恵器などが出土した。1977年（昭和52年）4月13日に藤沢市に指定された史跡名は「神光寺横穴古墳（横穴墓）群」である。
現在5基ほどが開口している。蒲鉾形の天井を持ち、玄室奥に設ける遺体の置場=「棺座」を高い位置に造る「高棺座」の形態を特徴とする横穴墓群遺跡である。